# Velká Veleň

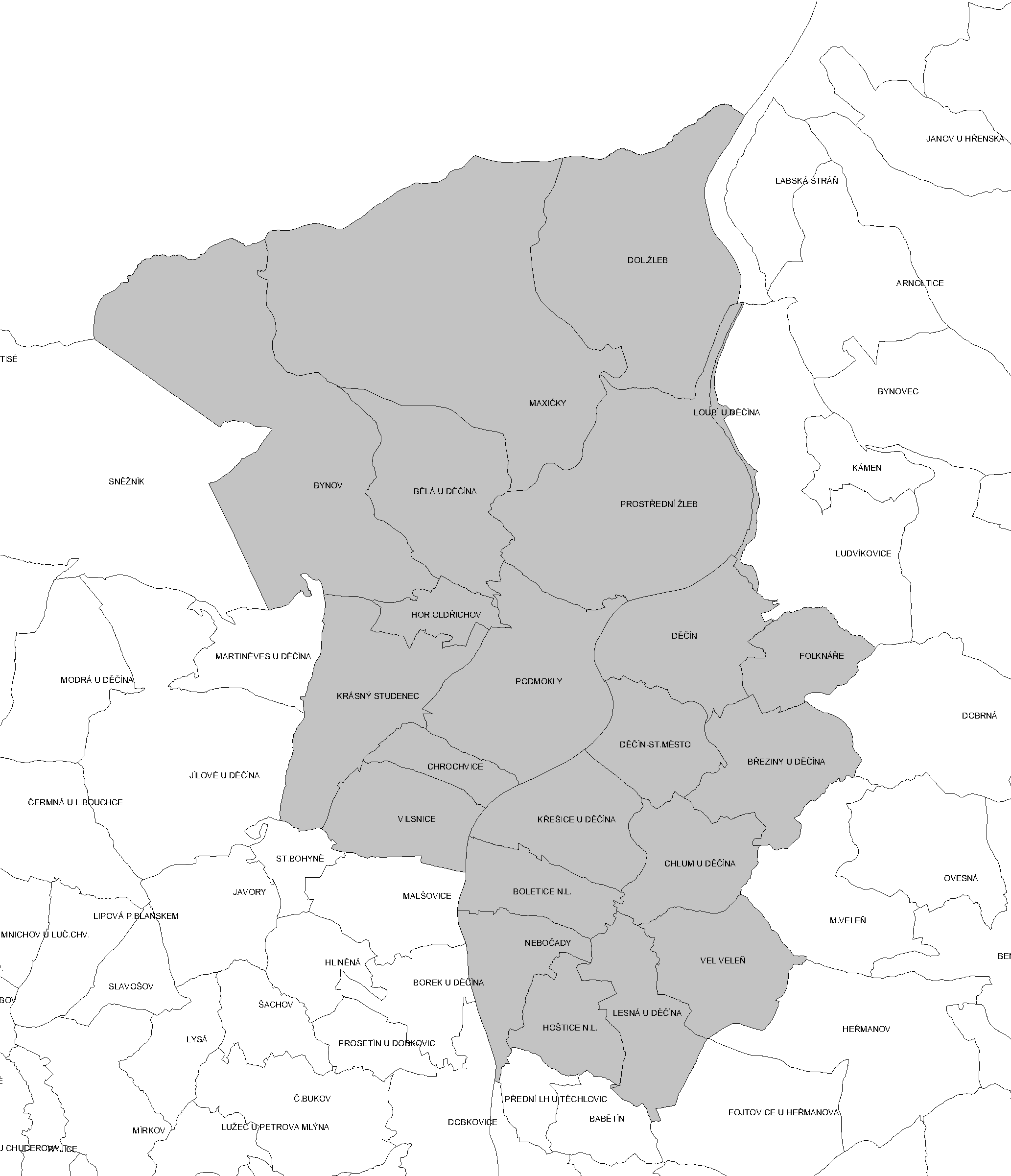
Katastrální členění Děčína

Velká Veleň je XXX. část statutárního města Děčína v Ústeckém kraji. Leží v jihovýchodní části města. V roce 2011 zde trvale žilo 57 obyvatel.
Jedná se o horskou vesnici, která byla po druhé světové válce opuštěna převážnou částí svých stálých obyvatel – sudetských Němců. Při následném znovuosídlení byla značně zdevastována nově příchozími, kteří si zde brali stavební materiál na svá obydlí a zdejší usedlosti vybydleli. V současnosti se postupně začíná obec obnovovat hlavně díky rekreantům, ale i počet stále obydlených objektů se rozrostl na 16.
Ve vsi je nyní jediný ekonomicky fungující objekt – farma. Ves je dostupná městskou dopravou z Děčína. Domy jsou rozmístěny na příkrých svazích nad údolím bezejmenného potoka. Okolí se skládá hlavně z luk, remízků a lesů. Proto se zde daří rozmanité fauně.
Edituji: Potok není bezejmenný, jeho název je "Divoký potok / Wildbach", údolí s potokem se pak nazývá "Divoká soutěska / Wildbach Klamm".[zdroj?]

## Historie
První písemná zmínka o obci pochází z roku 1543. Od zavedení obecního zřízení v polovině 19. století do roku 1976 byla Velká Veleň samostatnou obcí.

## Obyvatelstvo
|           | 1869 | 1880 | 1890 | 1900 | 1910 | 1921 | 1930 | 1950 | 1961 | 1970 | 1980 | 1991 | 2001 | 2011 |
| --------- | ---- | ---- | ---- | ---- | ---- | ---- | ---- | ---- | ---- | ---- | ---- | ---- | ---- | ---- |
| Obyvatelé | 575  | 603  | 656  | 637  | 659  | 640  | 613  | 155  | 114  | 62   | 53   | 31   | 27   | 57   |
| Domy      | 98   | 109  | 118  | 119  | 119  | 119  | 124  | 95   | 28   | 20   | 17   | 25   | 25   | 46   |

## Pamětihodnosti
- Venkovská usedlost čp. 78
- Venkovská usedlost čp. 79[6]